# Liste de gestionnaires d'infrastructure ferroviaire
La liste de gestionnaires d'infrastructure ferroviaire, est une liste, classée par continent et par pays, d'organismes existants ayant la charge de l'infrastructure d'un réseau de chemin de fer.

## Afrique

### Algérie
- Agence nationale d’études et de suivi de la réalisation des investissements ferroviaires (ANESRIF)

### Maroc
- Office national des chemins de fer (ONCF)

## Amérique

### Brésil
- Agência nacional de transportes terrestres (ANTT)

## Europe

### Allemagne
- DB Netz (Groupe Deutsche Bahn)

### Autriche
- ÖBB-Infrastruktur

### Belgique
- Infrabel

### Danemark
- Banedanmark

### Espagne
- Adif Administrador de infraestructuras ferroviarias
- TP Ferro (LGV Perpignan - Figueras), jusqu'à sa liquidation en 2016.

### Finlande
- Ratahallintokeskus (RHK)

### France
- Collectivité territoriale de Corse (Chemins de fer de la Corse)
- Getlink (tunnel sous la Manche), anciennement appelé Eurotunnel
- LISEA (LGV Sud Europe Atlantique)
- RATP (certaines sections du RER d'Île-de-France)
- SNCF Réseau (réseau ferré national)
- TP Ferro (LGV Perpignan - Figueras), jusqu'à sa liquidation en 2016
- Transdev Rail (Ligne de Guingamp à Carhaix et de Guingamp à Paimpol)
- Les voies ferrées portuaires appartiennent et sont gérées par les autorités portuaires respectives (Bordeaux, Dunkerque, Le Havre, Marseille, Nantes St Nazaire, La Rochelle et Rouen)
- Les installations terminales embranchées sont les embranchements fret appartenant à des collectivités locales, des industriels ou entreprises logistiques

### Hongrie
- Vasúti Pályakapacitás-elosztó (VPE)

### Italie
- Rete ferroviaria italiana (RFI) (Groupe Ferrovie dello Stato)

### Luxembourg
- CFL ; mais l'accès au réseau est géré par la cellule Accès réseau de la Communauté des transports

### Monaco
- SNCF Réseau

### Norvège
- Bane NOR

### Pays-Bas
- ProRail (composé de 3 filiales: Railinfrabeheer qui gère le management d'infrastructures, Railned qui gère l'allocation des sillons et Railverkeersleiding pour le contrôle du trafic)
- Keyrail (chargé de l'exploitation de la Ligne de la Betuwe)

### Portugal
- Rede ferroviaria nacional (Refer)

### République tchèque
- Správa železniční dopravní cesty (SŽDC)[1].

### Roumanie
- CFR Infrastructură

### Royaume-Uni
- Getlink (tunnel sous la Manche), anciennement appelé Eurotunnel
- Network Rail

### Slovaquie
- Železnice Slovenskej Republiky (ŽSR)

### Slovénie
- Slovenske železnice

### Suède
- Banverket

### Suisse
- Chemins de fer fédéraux
- BLS
- Chemins de fer rhétiques
- Chemin de fer Montreux - Oberland Bernois
- Transports publics fribourgeois
- Ou voir Liste des chemins de fer suisses

## Associations internationales
- European Rail Infrastructure Managers (EIM) (Association européenne des gestionnaires d'infrastructure ferroviaire)
- Nordic Infrastructure Managers (NIM)
- RailNetEurope (RNE)